# Telescopio MPG/ESO
Il telescopio MPG/ESO è un telescopio riflettore con specchio del diametro di 2,2 m, situato presso l'osservatorio di La Silla dell'European Southern Observatory (ESO) in Cile ed è stato costruito nel 1983 dalla Zeiss. È di proprietà del Istituto Max Planck di astronomia (MPIA) e gestito dall'ESO, mentre nel 2013 è tornato alla MPIA, ma sotto la responsabilità dell'ESO sul mantenimento.
Il telescopio è dotato di 3 strumenti: Wide Field Imager da 67 milioni di px, con un campo visivo grande quanto una Luna piena; GROND (Gamma-Ray Burst Optical/Near-Infrared Detector), che studia i lampi gamma; e lo spettrografo ad alta risoluzione FEROS, usato nello studio delle stelle.

## Ricerca e risultati scientifici rilevanti

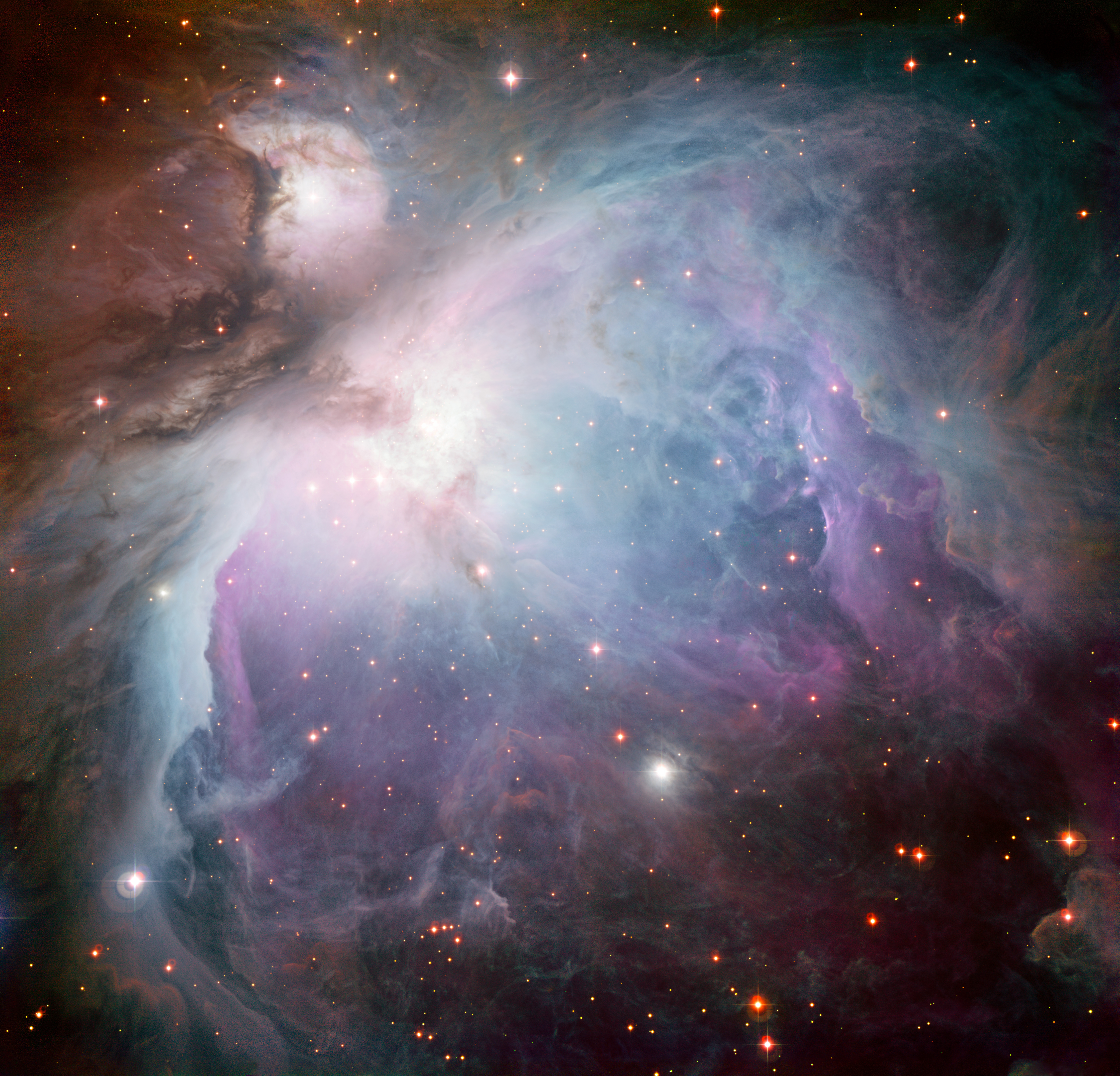
Immagine della Nebulosa di Orione scattata dalla Wild Field Imager

Osservazioni effettuate con lo spettrografo echelle FEROS a fibra ottica installato al fuoco Cassegrain del telescopio hanno consentito di rilevare un buco nero distante solo 1000 anni luce dalla terra. Tale oggetto fa parte di un sistema stellare doppio, HR 6819, situato nella costellazione del Telescopio, i cui astri sono visibili ad occhio nudo. Le osservazioni, effettuate nell'ambito di una campagna osservativa sui sistemi stellari binari, hanno evidenziato che una delle due stelle visibili orbita a intorno ad un oggetto invisibile ogni 40 giorni, mentre la seconda stella rimane a grande distanza da questa coppia interna. L'oggetto è stato identificato come un buco nero stellare di circa 4 masse solari.

## Note

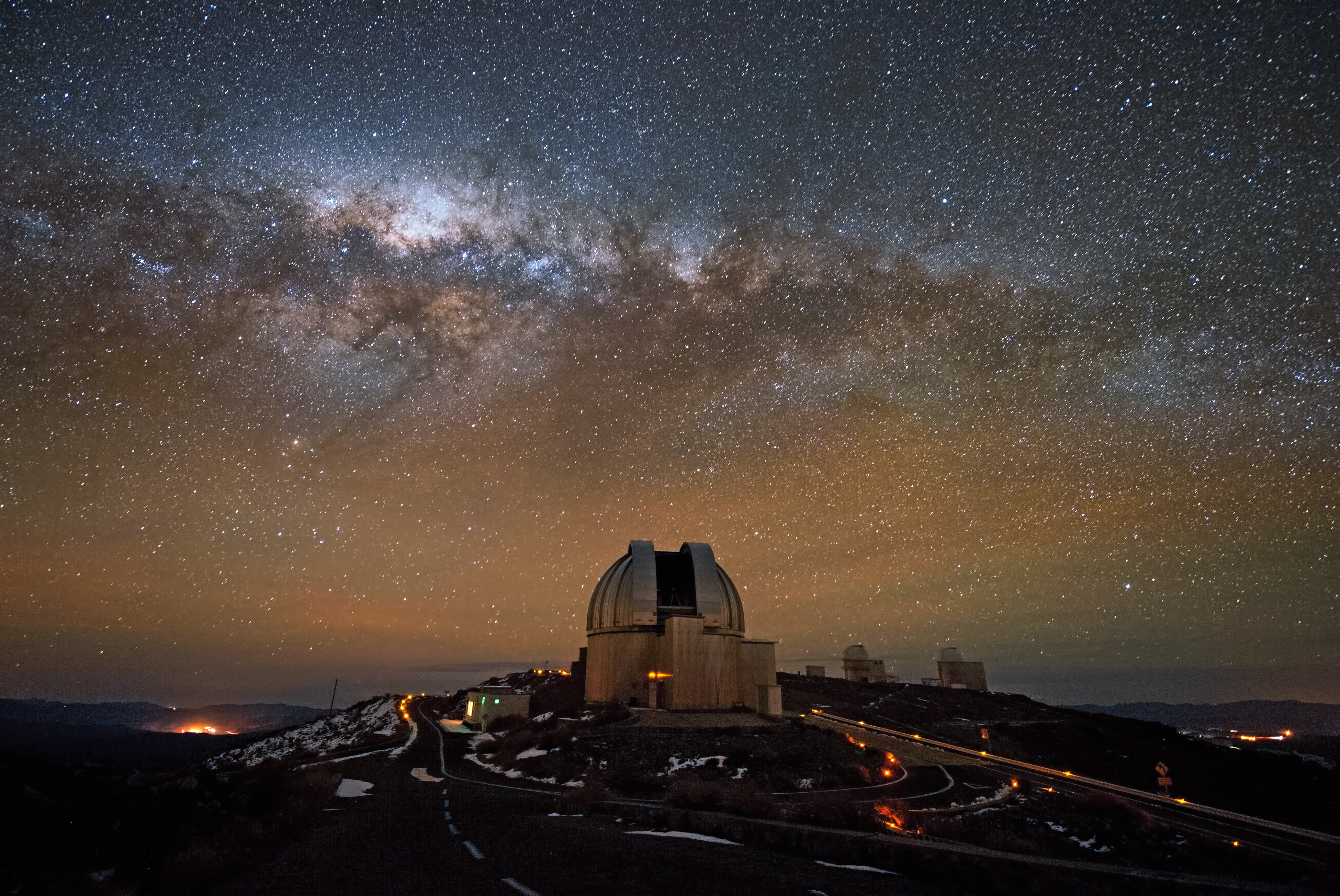
Cupola del telescopio